# TMLHE
TMLHE (англ. Trimethyllysine hydroxylase, epsilon) – білок, який кодується однойменним геном, розташованим у людей на X-хромосомі. Довжина поліпептидного ланцюга білка становить 421 амінокислот, а молекулярна маса — 49 518.
| 10         |  | 20         |  | 30         |  | 40         |  | 50         |
| ---------- |  | ---------- |  | ---------- |  | ---------- |  | ---------- |
| MWYHRLSHLH |  | SRLQDLLKGG |  | VIYPALPQPN |  | FKSLLPLAVH |  | WHHTASKSLT |
| CAWQQHEDHF |  | ELKYANTVMR |  | FDYVWLRDHC |  | RSASCYNSKT |  | HQRSLDTASV |
| DLCIKPKTIR |  | LDETTLFFTW |  | PDGHVTKYDL |  | NWLVKNSYEG |  | QKQKVIQPRI |
| LWNAEIYQQA |  | QVPSVDCQSF |  | LETNEGLKKF |  | LQNFLLYGIA |  | FVENVPPTQE |
| HTEKLAERIS |  | LIRETIYGRM |  | WYFTSDFSRG |  | DTAYTKLALD |  | RHTDTTYFQE |
| PCGIQVFHCL |  | KHEGTGGRTL |  | LVDGFYAAEQ |  | VLQKAPEEFE |  | LLSKVPLKHE |
| YIEDVGECHN |  | HMIGIGPVLN |  | IYPWNKELYL |  | IRYNNYDRAV |  | INTVPYDVVH |
| RWYTAHRTLT |  | IELRRPENEF |  | WVKLKPGRVL |  | FIDNWRVLHG |  | RECFTGYRQL |
| CGCYLTRDDV |  | LNTARLLGLQ |  | A          |  |            |  |            |

A: Аланін

C: Цистеїн

D: Аспарагінова кислота

E: Глутамінова кислота

F: Фенілаланін

G: Гліцин

H: Гістидин

I: Ізолейцин

K: Лізин

L: Лейцин

M: Метіонін

N: Аспарагін

P: Пролін

Q: Глутамін

R: Аргінін

S: Серин

T: Треонін

V: Валін

W: Триптофан

Кодований геном білок за функцією належить до оксидоредуктаз. 
Задіяний у таких біологічних процесах, як ацетилювання, альтернативний сплайсинг. 
Білок має сайт для зв'язування з іонами металів, іоном заліза. 
Локалізований у мітохондрії.